# The End of the F***ing World
The End of the F***ing World är en brittisk TV-serie i genren svart dramakomedi, baserad på serieromanen The End of the Fucking World av Charles S. Forsman. Serien i åtta avsnitt hade premiär i Storbritannien på Channel 4. Serien släpptes exklusivt på Netflix den 5 januari 2018.
Serien följer två tonåringar: James (Alex Lawther), en 17-årig som tror sig vara en psykopatisk tonåring och Alyssa (Jessica Barden), en rebellisk klasskamrat som i James ser en chans att fly från sitt stökiga liv hemma.

## Handling
James är 17 år och tror att han är en psykopat. Hans hobby är att döda djur, men han har blivit uttråkad av det. Han bestämmer att han vill försöka döda en människa. Han bestämmer sig för att döda Alyssa, en uppkäftig, upprorisk 17-årig klasskompis som har nog med egna problem. Hon föreslår att de ska rymma iväg tillsammans, då hon hoppas på ett avbrott och äventyr från sitt turbulenta vardag. James håller med Alyssa, i hopp om att ska hitta en möjlighet att döda henne. De åker på en road trip över England, och börjar snart utveckla ett förhållande, och en rad olyckor.

## Roller och karaktärer

### Huvudroller
- Alex Lawther som James, en 17-årig som tror sig vara en psykopat; Alyssas kärlek.[1] Jack Veal spelar James som barn.
- Jessica Barden som Alyssa, en rebellisk uppkäftig tonåring och James kärlek.[1] Holly Beechey spelar Alyssa som barn.
- Gemma Whelan som Eunice Noon, polis och Teri Donoghues yrkespartner
- Wunmi Mosaku som Teri Donoghue, polis och Eunice Noons yrkespartner
- Steve Oram som Phil, James pappa
- Christine Bottomley som Gwen, Alyssas mamma
- Navin Chowdhry som Tony, Alyssas våldsamma styvfar
- Barry Ward som Leslie Foley, Alyssas droglangare till pappa, som lämnade familjen när hon var liten.

### Gästroller
- Kierston Wareing som Debbie, Leslies ex-flickvän som han har barn tillsammans med
- Geoff Bell som Martin, en pervers familjefar som ger Alyssa och James skjuts
- Alex Sawyer som Topher, en ung man som Alyssa träffar med avsikten att ha sex med
- Jonathan Aris som Dr. Clive Koch, författare, lärare och serievåldtäktsman. James första mänskliga offer.
- Eileen Davies som Flora, Clives mamma
- Earl Cave som Frodo, en deprimerad anställd på en bensinmack
- Felicity Montagu som chefen på bensinmacken
- Alex Beckett som Jonno, en kund till Leslie
- Leon Annor som Emil, en säkerhetsvakt som kommer på Alyssa när hon snattar
- Matt King som Eddie Onslow, polis
- Kelly Harrison som James döda mamma
- Zerina Imsirovic som Alyssas lilla halvsyster

## Avsnitt
| Avsnitt totalt | Avsnitt säsong | Titel       | Regisserad av                      | Skriven av     | Sändningsdatum  |
| --- | -------------- | ----------- | ---------------------------------- | -------------- | --------------- |
| 1 | 1              | "Avsnitt 1" | Jonathan Entwistle                 | Charlie Covell | 24 oktober 2017 |
| James är en 17-årig som tror att han är en psykopat, då han en gång avsiktligt brände sin hand i en fritös för att känna något. Han har dödat djur som hobby sedan han var 8 år gammal. På skolan möter han Alyssa, en rebellisk ny klasskamrat och bestämmer sig för att döda henne. Han börjar fejka romantiskt intresse för henne och de två börjar dejta. När Alyssa ber James att utföra oralsex på henne nästa dag, börjar han förbereda sin kniv och tänka ut en plan för hur han ska döda henne. Men hon kommer sent efter att hon fastnat vid en fest i sitt hus, där hennes styvfar berättar för henne att livet skulle vara mycket bättre om hon lämnade det. Efter detta dyker hon upp hos James senare än planerat och berättar för honom om sin önskan att lämna staden, med eller utan honom. James stjäl sin fars bil och slår honom i ansiktet, något han alltid velat göra. |                |             |                                    |                |                 |
| 2 | 2              | "Avsnitt 2" | Jonathan Entwistle                 | Charlie Covell | 24 oktober 2017 |
| James och Alyssa firar sin nyfunna frihet genom att spela Lasergame och äta på restaurang. På restaurangen inser de att de har spenderat alla sina pengar. Efter att ha kraschat sin bil, får de lift av Martin, en medelålders man som Alyssa har onda aningar om. Medan de stannar på en restaurang för att äta, följer Martin med James på toaletten, där han lägger James hand på hans penis. Alyssa ser detta och tvingar Martin att ge henne sin plånbok. Efter att ha bokat ett hotellrum, går Alyssa till badrummet och gråter, medan James väntar med sin kniv vid dörren. Han försöker inte döda henne. Alyssa ringer hem och hennes styvfar Tony svarar. Han förnekar att Alyssas mamma, Gwen, vill prata med henne, vilket innebär att han dominerar hennes mamma. Alyssa bestämmer sig för att hon och James ska åka och träffa sin biologiska pappa, Leslie, som hon inte har sett sedan hon var 8 år. |                |             |                                    |                |                 |
| 3 | 3              | "Avsnitt 3" | Jonathan Entwistle                 | Charlie Covell | 24 oktober 2017 |
| Efter att ha lämnat hotellet fruktar Alyssa att hennes biologiska pappa inte kommer att känna igen eller välkomna henne. De köper därför inga tågbiljetter, utan bryter sig in i författaren Clive Kochs tomma stora hus. Den kvällen försöker Alyssa ge James oralsex men blir arg, då en bild av Koch distraherar honom. Hon tar en promenad och möter Topher och tar med honom till huset, där hon säger till James att de kommer att ha sex. James snokar under tiden runt i huset och hittar polaroidbilder och en videokamera, där Koch mördar och våldtagit kvinnor. Alyssa ångrar sina planer med Topher och ber honom gå innan de haft sex. Medan Alyssa sedan sover, försöker James att döda henne, men kan inte för att han vet att han blivit kär i henne. Koch återvänder hem och misstänker ett inbrott, och beväpnar sig. James gömmer sig under hans säng. Koch hittar Alyssa i sängen och frågar om hon är ensam, vilket hon säger att hon är. Koch försöker att våldta henne och James hugger honom i halsen med en kniv. Han dödar Koch och räddar Alyssa. |                |             |                                    |                |                 |
| 4 | 4              | "Avsnitt 4" | Jonathan Entwistle                 | Charlie Covell | 24 oktober 2017 |
| Efter att ha försökt att flytta Kochs kropp ut ur sovrummet städade James och Alyssa noggrant huset för att ta bort bevis på att de varit där. James visar Alyssa polaroidbilderna och filmen som bevisar att Koch är en mördare och våldtäktsman. De lämnar bevisen vid Kochs döda dropp. James gömmer kniven i avloppet till poolen. När Alyssa frågar honom om var kniven kom från, svarar han inte. Kochs mor, Flora, anländer till huset och upptäcker sin sons kropp, tillsammans med polaroidbilderna, som hon bränner, men filmen förstör hon inte.Polisen, ledd av konstaplarna Eunice Noon och Teri Donoghue kommer till huset för att undersöka, och hittar Tophers plånbok där. Topher avslöjar Alyssas och James identitet och att de varit närvarande i huset. James och Alyssa hamnar på en lista över saknade personer, samtidigt som poliserna bestämmer sig för att kolla upp andra brott som involverar två tonåringar. Alyssa lämnar James och han börjar inse sina ökade känslor, samt sitt växande intresse för henne. James betalar en grupp tonåringar för att klå upp honom. James bestämmer sig för att anmäla ett mord till polisen och kommer till insikten att han inte är en psykopat. |                |             |                                    |                |                 |
| 5 | 5              | "Avsnitt 5" | Jonathan Entwistle, Lucy Tcherniak | Charlie Covell | 24 oktober 2017 |
| När James sitter polisstationen för att rapportera ett mord, ändrar han sig plötsligt och berättar istället sin mammas självmord. Han minns tillbaka och ser hans mamma Vanessa köra ner sin bil i en damm för elva år sedan. James börjar sedan tänka på Alyssa, lämnar polisstationen och återvänder till kaféet. Under tiden frågas Phil av poliserna Noon och Donoghue om James och hans bil. Han bekräftar även att han känner Alyssa. Alyssa ertappas av säkerhetsvakten Emil, när hon försöker snatta ett par rena trosor, men släpps så småningom. Hon återvänder till caféet för att hitta James som väntar på henne. Fast de inte har några pengar, är båda fast besluta att gå till Leslie. Under tiden hittar utredarna James kniv i Kochs hus. |                |             |                                    |                |                 |
| 6 | 6              | "Avsnitt 6" | Lucy Tcherniak                     | Charlie Covell | 24 oktober 2017 |
| James tjuvkopplar en bil och duon börjar sin resa till Alyssas pappas hus. De stannar vid en bensinstation för att tanka, när Jocelyn, bensinstationschefen, börjar misstänka att de stulit bilen och inte har pengar att betala bensinen med. James låtsas bära en pistol och låser in Jocelyn på toaletten med hjälp av Jocelyns medarbetare, Frodo. Men när Frodo vill följa med på resan, distraherar de honom och åker iväg i ilfart. Poliserna Noon och Donaghue fråga återigen Flora om Clive, den här gången om gamla anklagelser om sexuella övergrepp mot honom. Hon avvisar anklagelserna som lögner och insisterar på att de lämnar huset. På vägen till Leslie ringer Alyssa till Gwen och berättar för henne att hon aldrig kommer hem. På polisstationen dyker Flora upp och lämnar över videokameran till Noon. Noon förstår snart att James an ha agerat i självförsvar, och att istället för att bli fängslad för mord kan det istället bli dråp för James. James och Alyssa hittar Leslies hus, men det visar sig att han flyttat. |                |             |                                    |                |                 |
| 7 | 7              | "Avsnitt 7" | Lucy Tcherniak                     | Charlie Covell | 24 oktober 2017 |
| James ger Alyssa och Leslie tid att försonas med varandra. Det kommer fram att Leslie inte är bekväm med sig själv, och det avslöjas även att han säljer droger. Samtidigt visar poliserna övervakningsfilmen från macken för Tony, Gwen och Phil. Både Donoghue och Noon planerar att besöka Leslies tidigare bostad. På vägen till Leslie får vi reda på att Donoghues envishet och moral för rättvisan inte samspelar med Noons sympatiska moral. När Alyssa och Leslie får kontakt i en bar börjar James känna sig avlägsen till Alyssa. När poliserna dyker upp vid Leslies tidigare bostad, nekar Debbie till att har sett ungdomarna. Hon går till baren för att utpressa Leslie på pengar till deras son, Milton. Alyssa ifrågasätter Leslie, som kör iväg i sin bil och råkar backa över en hund i farten. James kan inte avliva hunden med en sten, även om han har dödat många djur tidigare, så Alyssa gör det istället. Debbie avslöjar Leslies adress för Noon, och hon kör dit utan Donoghue. Leslie ser en nyhetsrapport om Alyssa och James på TV. |                |             |                                    |                |                 |
| 8 | 8              | "Avsnitt 8" | Lucy Tcherniak                     | Charlie Covell | 24 oktober 2017 |
| James och Alyssa begraver hunden på stranden, och hånglar sedan passionerat. Vid gryningen bestämmer de sig för att ta Leslies båt och lämna landet. När de frågar Leslie om båtnycklarna, avslöjar han att han vet vad de har gjort sig skyldiga till. Leslie ringer i smyg till larmcentralen, och försöker få dem att erkänna sina brott. James får reda på att Leslie ringt larmcentralen och tar på skulden för alla brott. Noon anländer till husvagnen och försöker övertyga båda om att frivilligt gripas för dråp, medan Leslie försöker övertyga Alyssa för att låta James ta skulden istället. Alyssa frågar Noon om hon och James fortfarande får vara tillsammans om de gör som hon säger. När Noon berättar att det skulle vara osannolikt, slår Alyssa henne med Leslies hagelgevär, tar båtnycklarna och går till båten med James. Väl på stranden märker de att tidvattnet är lågt. När polisens väpnade styrka jagar dem, slår James till Alyssa med geväret i ett försök att rentvå henne och springer sedan över stranden. Ett skott avlossas och bilden blir svart, innan någon får veta vad som hänt.                                                                                          |                |             |                                    |                |                 |